# Bagna càuda

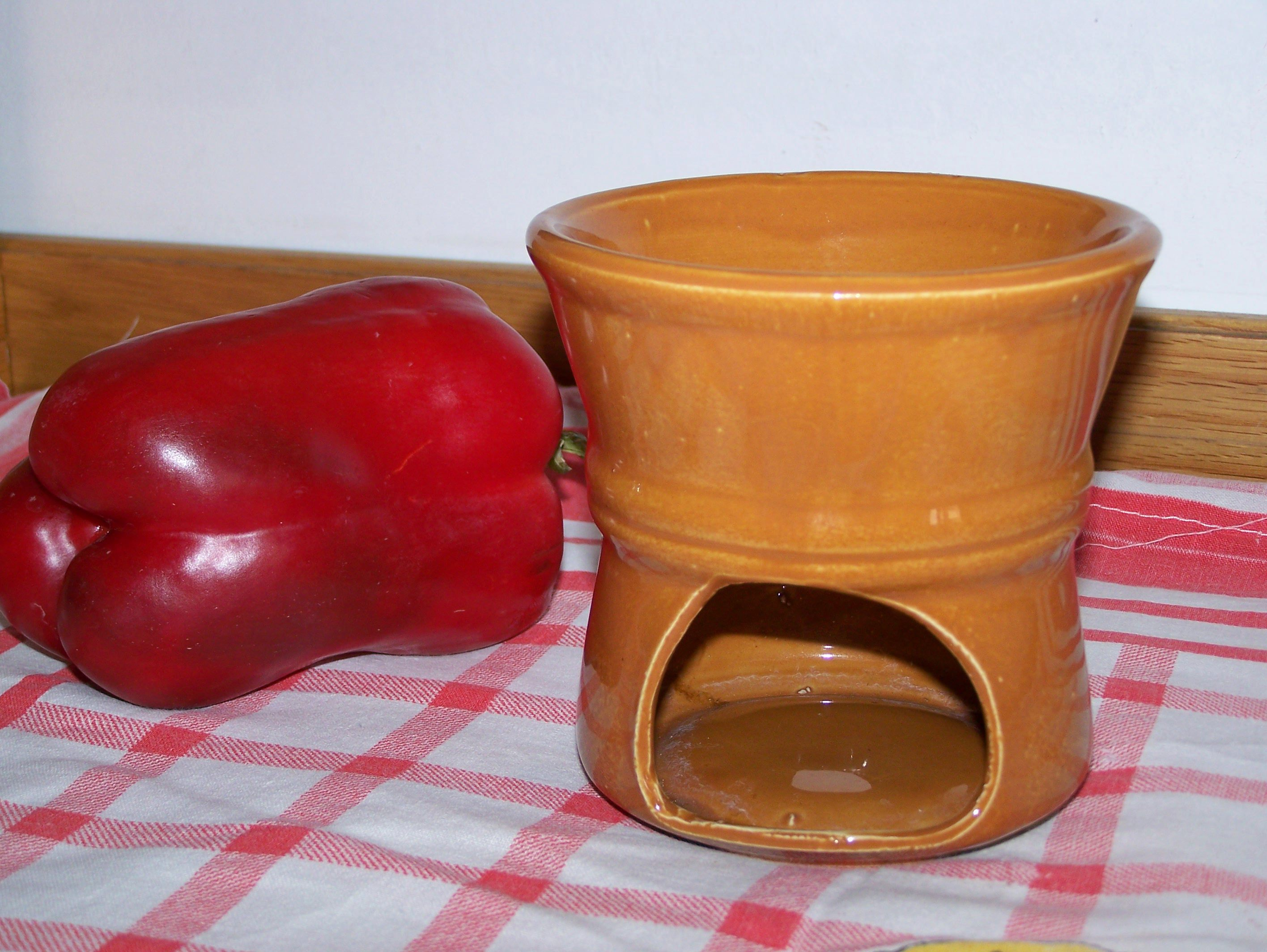
O fojòt, utensílio com o qual se deve comer a bagna càuda.

A Bagna càuda (Molho quente em piemontês) é um prato típico da culinária do Piemonte. É feito com alho, azeite de oliva, creme de leite fresco, manteiga e anchovas, variando as proporções de acordo com a região e o gosto pessoal.
O prato é servido no fojòt: coloca-se o molho e as poucos vai-se agregando alguns ingredientes como cebola, pimentão, couve e outros. Antes fazia-se o prato com azeite de nozes porque no Piemonte não se encontrava azeite de oliva.
O costume do fojòt não é tão antigo e tem sua origem no gosto mais refinado da cidade. Na tradição popular da zona rural alpina a bagna càuda era servida em um único prato colocado no centro da mesa e era comida de modo comunitário. A maneira atual de se comer a bagna càuda é derivado do fondue, que se servia em um fojòt. Mas, com o tempo, o fojòt tornou-se um dos elementos mais distintivos da própria bagna càuda.

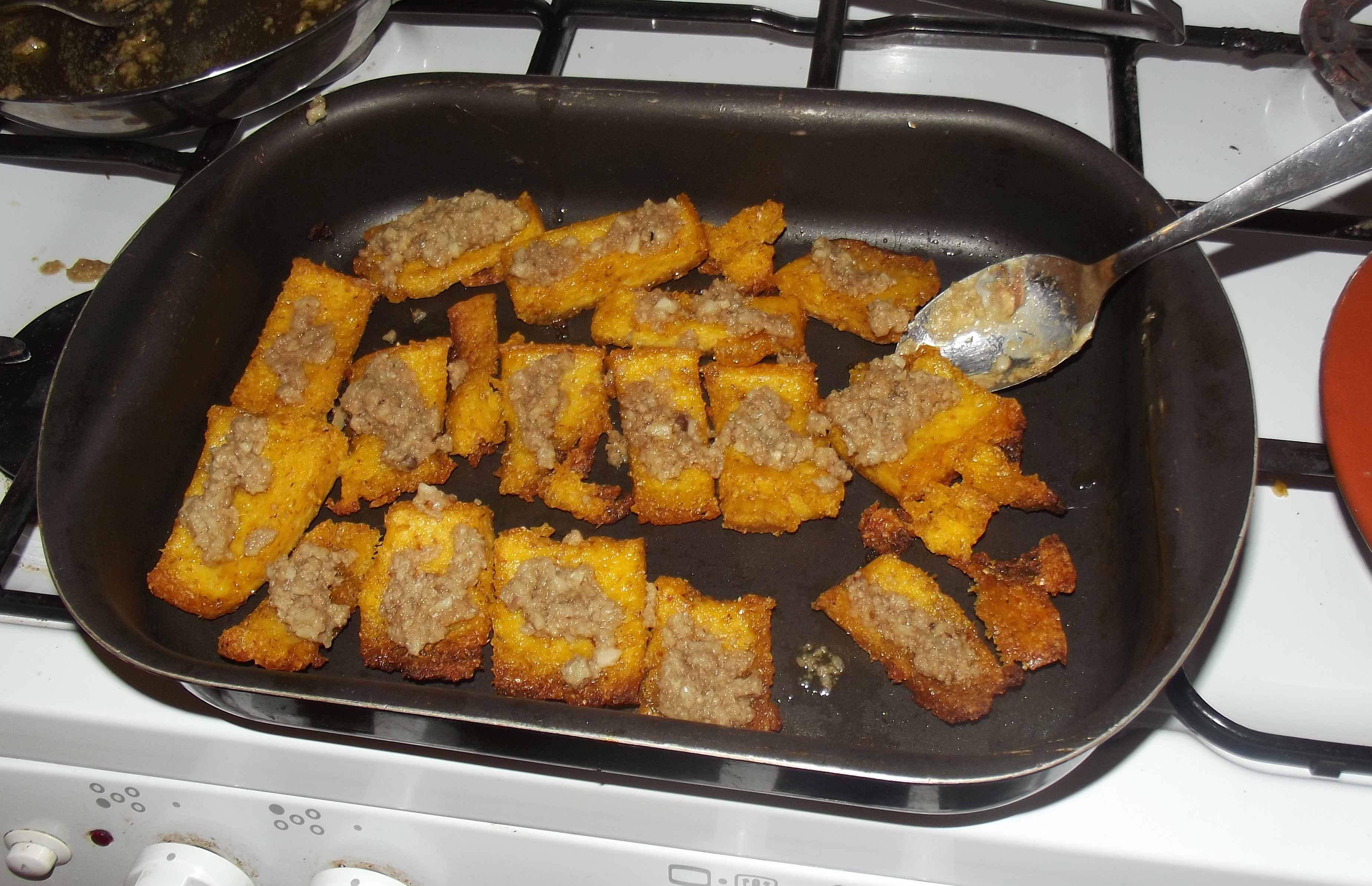
Polenta acompanhada de bagna càuda

## História
A menção mais velha de que se tem do prato é uma receita de Bagna dëj bonòm do começo dos anos 1700.

## A bagna càuda no mundo
A comunidade piemontesa emigrada à Argentina levou consigo a receita do molho, que é chamada no país de bañacauda.

## Projetos correlatos
- «Receita no Wikibooks» (em italiano)